# MG XPower SV
MG XPower SV (Sport Veloce) — спортивний автомобіль, що вироблявся на заводі, орендованому MG у Vaccari & Bosi в Модені впродовж 2003–2008 років. Добудовували авто на заводі у Лонгбриджі, промисловому районі Бірмінгему. Розроблена на основі платформи моделі Qvale Mangusta (раніше De Tomaso Biguà). З 2008 виробляється новим виробником як MG XPower WR.

## Історія

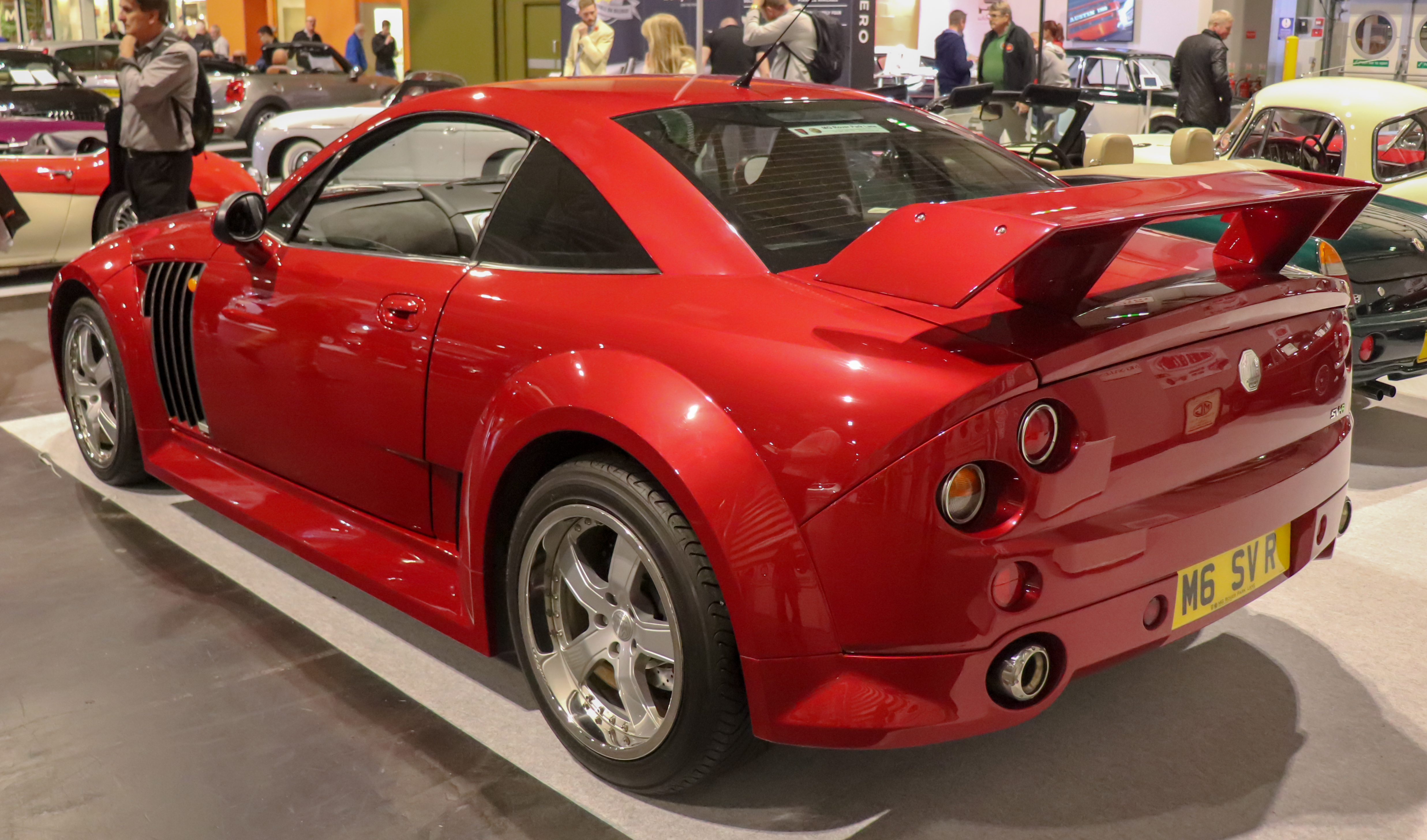
MGXPowerSV. Задня частина

Після купівлі заклали дочірнє підприємство MG X80 Ltd. і розпочали розробляти проект X80 з перспективою продажу у США.
Прототип X80 презентували 2001 як концепт-кар. Серійну модель перейменували у MG XPower SV. Її дизайн розробив Петер Стівенс, а шведська компанія Caran за 300 підготувала серійне виробництво. Багато комплектувальних походило з моделей Fiat. Вуглепластикові деталі виготовляли у британській SP Systems та італійській Belco Avia і вони значно підвищили вартість автомобілів.
Базисна модель вартувала 75.000 фунтів, а MG XPower SV-R 82.000 фунтів. Було виготовлено до початку 2008 року 64 машини.

### MG XPower SV
Базова модель отримала мотор Ford Modular 281 CID V8 об'ємом 4601 см³ потужністю 320 к.с. (239 кВт) при 6000 об/хв., ручну чи автоматичну коробку передач. Модель розвивала максимальну швидкість 265 км/год і 0-97 км/год за 5,3 секунди. Спортивна модель для перегонів завдяки вприску закису азоту до мотору мала розвивати 410 к.с. і швидкість обмежену 314 км/год.
MG XPower SV-R 2004 отримав 32-клапанний мотор Ford Modular 305 CID об'ємом 4992 см³, потужністю 385 к.с. (287 кВт) і розвивав 282 км/год 0-97 км/год за 4,9 сек.
MG XPower SV-S отримав 32-клапанний мотор Ford Modular 281 CID об'ємом 4601 см³ з турбонагнітачем, потужністю 385 к.с. (287 кВт). Було виготовлено 3 екземпляри.

### XPower WR
Вільям Райлі викупив права на MG XPower SV у PricewaterhouseCoopers, що представляла інтереси MG Rover Group. Він заклав 29 січня 2007 у Вустерширі MG Sports and Racing Europe з 17 робітниками для виробництва даної моделі. У квітні 2008 було оголошено про початок виробництва моделі під новою назвою MG XPower WR з 32-клапанним мотором V8 потужністю 540 к.с. за ціною 75.000-90.000 фунтів. На першому етапі було продано 7 машин, виготовлено 35. Для покриття витрат необхідно було щомісяця продавати до 6 машин. На грудень 2009 не повідомлялось про виготовлення нових машин, що спростовував у пресі Райлі. Через використання торгової марки «MG» відбувся судовий процес з китайською Nanjing Automobile Corporation, яка купила 2005 MG Rover Group. Через це назву змінили на Sports and Racing Europe Ltd., а модель на XPower WR. У квітні 2008 було розроблено XPower SV-S WRC з кузовом з кевлару. На листопад 2011 жодна з моделей не досягла стадії серійного виробництва.